# ティーネットジャパン
株式会社ティーネットジャパンは、香川県高松市成合町に本社を置く企業。建設コンサルタント、システム開発・ITインフラ環境整備、受託開発・エンジニア派遣、プラントエンジニアリングなどの事業を行っている企業である。

## 沿革
- 1976年
  - 4月30日：株式会社四国技術管理センターを設立。
- 1984年
  - 11月：株式会社四国技術センターに商号変更。
- 1993年
  - 7月：株式会社新日本技術センターに商号変更。
- 1998年
  - 7月：テクノネット事業部を開設（ES事業を開始）。
- 2000年
  - 1月：システム開発事業部を開設（SS事業を開始）。
  - 12月：株式会社ティーネットジャパンに商号変更。
- 2001年
  - 8月：EEP事業部を開設（運搬機械システム事業を開始）。
- 2002年
  - 3月：いすゞ自動車からアイ・シー・エンジニアリング株式会社の株式を取得し子会社化。
- 2005年
  - 2月：子会社　株式会社T：NET viglaを設立。
  - 3月：子会社　技連通（上海）国際貿易有限公司を設立。
- 2009年
  - 9月：創業者である高橋信行が会長に就任。常務取締役である中尾隆治が代表取締役社長に就任。
- 2011年
  - 6月：株式会社エー・イー・エスの株式を取得し子会社化。
  - 12月：株式会社システムシンクの株式を取得し子会社化。
- 2013年
  - 7月：株式会社ティーネットHPシステムズの全株式を取得し子会社化。
  - 11月：技連通国際（香港）貿易有限公司の株式を取得し子会社化。
- 2014年
  - 4月：東京都港区芝浦に東京本社を移転。
- 2020年
  - 8月25日：「次世代育成支援対策推進法に基づく認定企業」となる。香川労働局雇用環境・均等室から香川県内で第59号となる子育てサポート企業認定「くるみん認定」を受ける[2]。
  - 9月：代表取締役社長である中尾隆治が取締役会長に就任。常務取締役である木本泰樹が代表取締役社長に就任。
- 2021年
  - 7月：女性活躍推進法に基づく優良企業認定マーク「えるぼし」を取得する。（「えるぼし」認定企業一覧）
- 2022年
  - 4月：金属・樹脂精密成形部品製造事業のサイトをオープン。

## 関係会社
- アイ・シー・エンジニアリング株式会社
- 株式会社T：NET vigla
- 株式会社システムシンク
- 株式会社ティーネットHPシステムズ
- IC Engineering (Thailand) Co.,Ltd.
- AMERICA IC ENGINEERING, INC.
- AES (INDIA) ENGINEERING LIMITED
- T：NET INTERNATIONAL (H.K.) CO.,LIMITED. 技連通国際(香港)有限公司
- T：NET INTERNATIONAL (EU) GmbH
- T：NET INTERNATIONAL (THAILAND) CO., LTD.
- DONGGUAN T：NET ELECTRONICS CO., LTD. 東莞技連通電子有限公司